# Yampa
Yampa (Yapudttka, Yampadttka, Yamparka, Yamparika), jedno od 7 glavnih plemena Ute Indijanaca, šošonskog jezičnog roda,  koje je obitavalo u istočnom Utahu oko rijeka Green i Grand. Godine 1849. Yampa Juti imali su 500 koliba. Akanaquint i Grand River Ute njihovi su ogranci. 
Danas su obuhvaćeni kolektivnim imenom White River Ute a nastanjeni su na rezervatu Uintah & Ouray u Utahu